# صموئيل ليتل
صموئيل ليتل (بالإنجليزية: Samuel Little) (7 يونيو 1940 في جورجيا في الولايات المتحدة - 30 ديسمبر 2020) قاتل متسلسل أمريكي.